# Metapioplasta cornifrons
Metapioplasta cornifrons är en fjärilsart som beskrevs av Aurivillius 1879. Metapioplasta cornifrons ingår i släktet Metapioplasta och familjen nattflyn. Inga underarter finns listade i Catalogue of Life.